# Шарф, Александр Вилимович
Александр Вилимович Шарф — российский военачальник, генерал-майор армии Петра I, участник Северной войны.

## Биография
О появлении на русской службе сведений нет. 
В 1692—1693 годах был полковником Семёновского полка (будущего лейб-гвардейского), в Азовских походах уже командовал солдатским полком, сформированным в Казани.
С 1700 года — генерал-майор, в 1701 году сопровождал Б. П. Шереметева в его походе в Лифляндию, далее участвовал во взятии Нотебурга (1702), Ниешанца (1703), Нарвы (1704). Всё это время в 1701—1705 годах был полковником-шефом солдатского полка (будущего Олонецкого пехотного), которым фактически  командовал его брат Андрей Вилимович Шарф.
После взятия Нарвы в том же году генерал А. И. Репнин по приказанию Петра I отправился в Польшу с войсками, в составе которых находился генерал-майор Шарф («стоял в Вильне»), позже вернулся в Санкт-Петербург и 8 июня 1705 года отразил нападение шведского генерала Г. Ю. Майделя. 
В конце 1705 года по представлению генерал-фельдмаршал-лейтенанта Г. Б. Огильви указом Петра I уволен в отставку (его брат Андрей Вилимович остался на службе, в кампании 1709 года стоял в Чернигове).

### Письмо генерал-майора А. В. Шарфа Петру I
Державнейший Царь, Государь милостивейший!

Служил я тебе, Державнейшему Государю, сорок шесть лет и был на Твоих Государевых многих службах, а ныне господин генерал-фельдмаршал фон-Агилвий сказал мне Твоим Государевым указом, что я от службы отставлен и велено мне ехать прочь.
Всемилостивейший Государь! Прошу Вашего Величества, да повелит Державство Ваше за мои службишки и для моей старости отпустить к Москве для того, что мне в иные государства за старостью ехать не возможно, и дать мне своего Государева жалованья на прокормление, что тебе, Державнейшему Государю, Господь Бог по сердцу известит.
Вашего Величества нижайший раб генерал-майор Шарф. 
Декабря 5 дня 1705 года.— Зезюлинский Н. К родословию 34-х пехотных полков Петра I. — СПб., 1915.